# بامبنج سانتوسو
بامبنج سانتوسو أو الذي يدعى الحاج بامبنج سانتوسو هو زعيم مسلم في بالي ورجل الأعمال الذي يشارك منذ أمد بعيد في مختلف غير الحكومية والمنظمات والمؤسسات من المستوى الإقليمي إلى المستوى الوطني. بامبنج سانتوسو يعد كأول ممثل مسلم في التاريخ يشغل منصب عضو مجلس الممثل الإقليمي لجمهورية إندونيسيا يمثل بالي للفترة 2019 - 2024.   ومن المتوقع أن يجلب فوزه الهدوء والتسامح ويرفع جزيرة بالي كمثال لجزيرة التنوع في إندونيسيا.
بامبنج سانتوسو هو الرئيس العام لمجلس المساجد الإندونيسي في منطقة بالي   وهو أيضًا عضو في المجلس التشاوري لمجلس العلماء الإندونيسي في منطقة بالي.
بعد انتخابه وتنصيبه كعضو في مجلس التمثيل الإقليمي لجمهورية إندونيسيا وعضو في الجمعية الاستشارية الشعبية بالجمهورية الإندونيسية في مبنى MPR / DPR / DPD ، سينايان ، جاكرتا ، في 1 أكتوبر 2019 ، تعهد بامبنج سانتوسو ووقع أنه خلال فترة ولايته سوف يتبرع بنسبة 100٪ من راتبه الأساسي لإحدى المؤسسات في منطقة بالي بحيث يمكن توزيع الفوائد والاستفادة بها من قبل المجتمع على نطاق أوسع.  

## تاريخه الشخصي
بامبنج سانتوسو هو الابن الأصغر لعائلة بسيطة مسكينة. هاجر إلى بالي وبدأ عمله من الصفر مع زوجته التي أتت من كلونجكونج بالي. من المعروف أنه شخصية نشطة ومحايدة. كما يُعرف أيضًا باسم رئيس تعمير مسجد بيت معمور في دينباسار، بالي، وهو أكثر المساجد ازدهارًا وتجمع صلاة الصبح في إندونيسيا.  

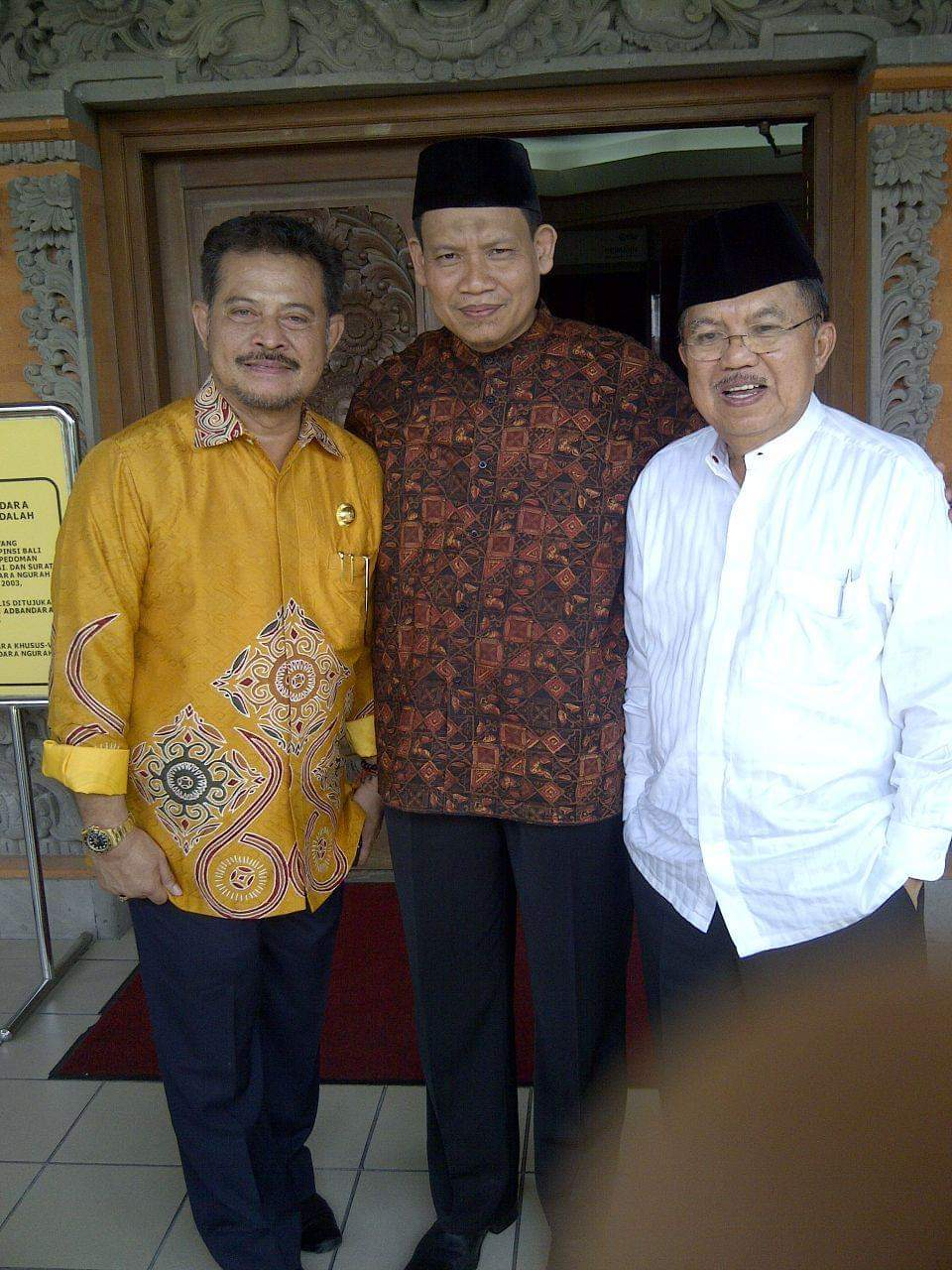
بامبنج سانتوسو مع محمد يوسف كالا وحاكم جنوب سولاويزي سياهر ياسين ليمبو

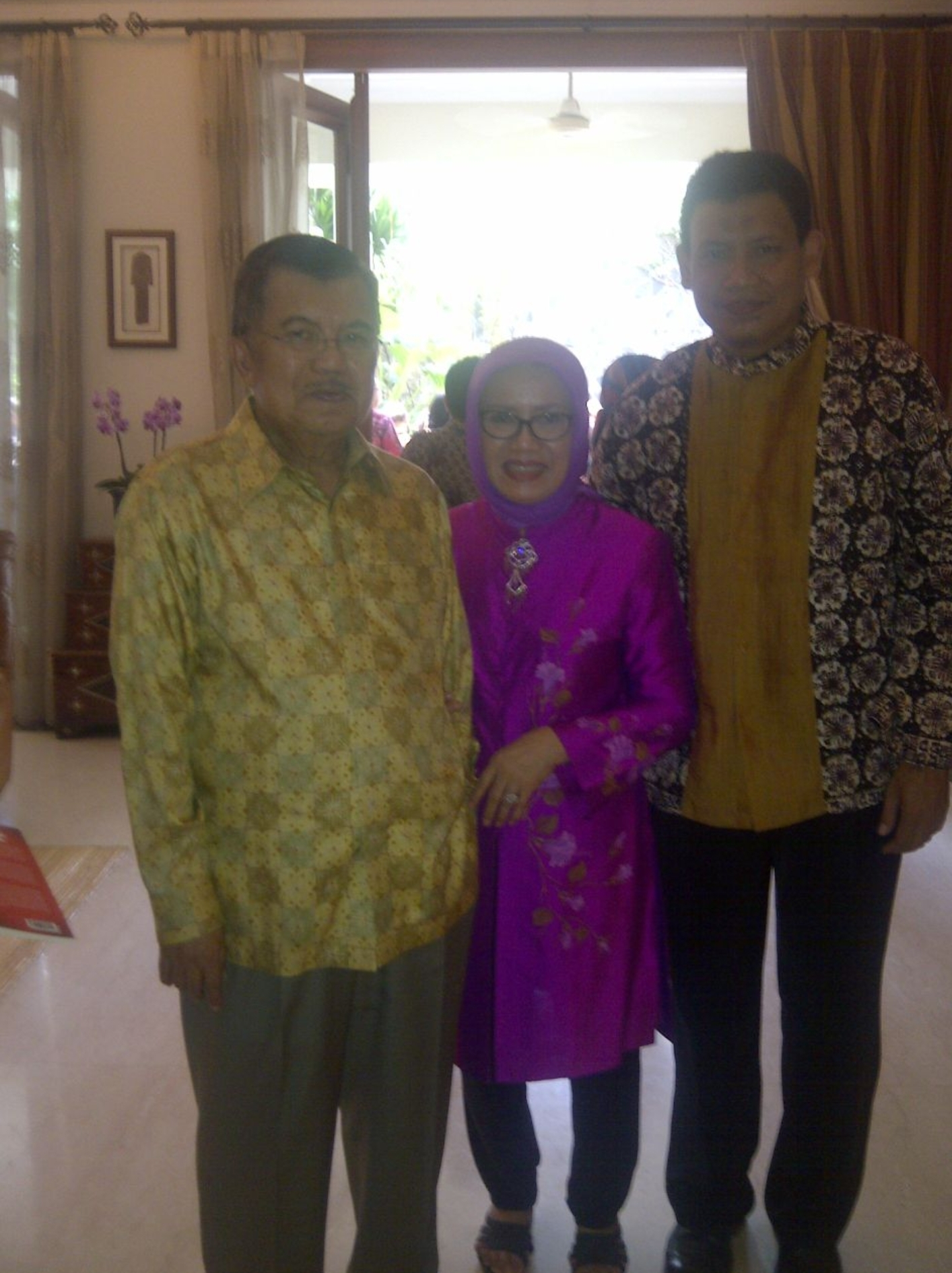
بامبنج سانتوسو مع يوسف كالا وزوجته، مفيدة يوسف كالا في عيد ميلاده في مقر إقامته (2013)

بالإضافة إلى ذلك ، من المعروف أيضًا أن بامبنج سانتوسو قريب من نائب الرئيس الإندونيسي يوسف كالا ، وغالبًا ما يلتقي يوسف كالا في منزله وفي قصر نائب الرئيس لمناقشة مسائل المجتمع والمساجد.

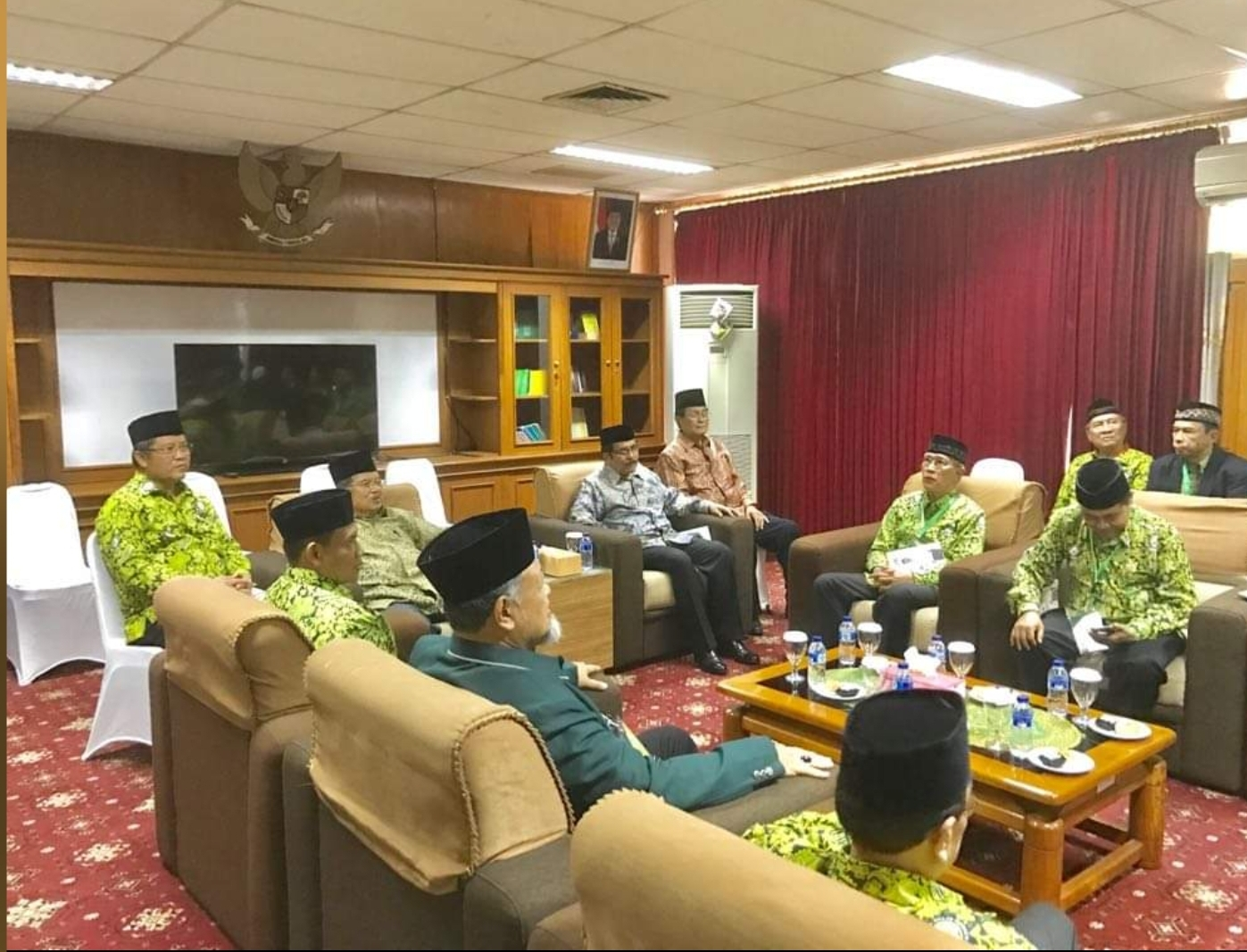
بامبانج سانتوسو مع نائب الرئيس يويف كالا ، وزير ATR / BPN سوفيان جليل ، وزير الاتصالات والمعلومات روديانتارا وشخصيات ومسؤولين آخرين.

يجتمع بنشاط وجهاً لوجه ويناقش القضايا التي يواجهها الشعب الإندونيسي ، وخاصة الجالية المسلمة.

## السيرة الدراسية
- الجامعة المفتوحة (1998)
- جامعة وارمادوا - الأدب الإنجليزي (درجة البكلاريوس)
- STAIS Lan Taboer - التربية الدينية (درجة البكلاريوس)
- معهد STIAMI للعلوم الاجتماعية والإدارة - العلوم الإدارية والإدارة والسياسة العامة (درجة ماجستير مع المسند بامتياز مع مرتبة الشرف )

## سيرة العمل والوظيفة
في خضم حياته المزدحمة كرائد أعمال ، يُعرف ملف بامبنج سانتوسو أيضًا بنشاطه في المنظمات والمؤسسات والمؤسسات. من بينها مجلس العلماء الإندونيسي ومجلس المساجد الإندونيسي والعديد من مؤسسات المساجد في بالي.
أنشطة بامبنج سانتوسو في العديد من المؤسسات والمنظمات والمؤسسات:
- رئيس مجلس المسجد الإندونيسي للقيادة الإقليمية لمقاطعة بالي (2013-2018) [8] (2020-2025) [2]
- رئيس المجلس اليومي لمجلس العلماء الإندونيسي في مقاطعة بالي (2015-2020) [9]
- عضو المجلس الاستشاري لمجلس العلماء الإندونيسي في مقاطعة بالي (2020-2025)
- رئيس مؤسسة مسجد بيتول مكمور مونانج ، دينباسار بالي
- عضو مجلس الشيوخ الإندونيسي من بالي (DPD-RI )
- عضو مجلس التمثيل الإقليمي لجمهورية إندونيسيا (2019-2024)
- عضو الجمعية الاستشارية الشعبية بالجمهورية الإندونيسية (2019-2024)
- أمناء فجر بالي
- أمناء مؤسسة نور الموحد (تلاواتي) بالي
- أمناء مسجد شهداء BLK ، دينباسار
- أمناء مسجد الشهداء ، سيرانجان
- أمناء مسجد الحكمة في كلونجكونج
- رئيس مجلس أمناء المسجد الإجابة، نيجارا
- رئيس مجلس أمناء المسجد الأخوة المتحبون، Jembrana
- رئيس مجلس أمناء المسجد الغاني، كارانجاسيم
- رئيس مجلس أمناء مسجد حسن الدين ، كلونجكونج